# Lengwil
Lengwil é uma comuna da Suíça, no Cantão Turgóvia, com cerca de 1.191 habitantes. Estende-se por uma área de 8,80 km², de densidade populacional de 135 hab/km². Confina com as seguintes comunas: Berg, Birwinken, Bottighofen, Kemmental, Kreuzlingen, Langrickenbach, Münsterlingen.
A língua oficial nesta comuna é o Alemão.